# Jean Filesac
Jean Filesac ou Filsac, né à Paris en 1556 et mort en 1638, est un théologien catholique français à la Sorbonne, chanoine de Notre-Dame et curé à Paris. Il écrit plusieurs ouvrages de théologie.

## Biographie
Jean Filesac est baptisé à Paris, dans l'église Saint-Nicolas-des-Champs, le 7 juillet 1556. Il est issu d'un milieu de gens de loi parisiens. Son père est notaire du roi au Châtelet.

### Carrière ecclésiastique
Jean Filesac devient curé de la paroisse Saint-Jean-en-Grève à Paris en mai ou juin 1590 et résigne cette cure en 1613. Parallèlement, il devient chanoine théologal de Notre-Dame-de-Paris le 5 octobre 1592. 
Il tente sans succès d'obtenir la cure de la paroisse Saint-Germain-l'Auxerrois en 1596-1597, mais il réussit à devenir chefcier-curé de la paroisse Saint-Merry du 11 décembre 1600 au 3 décembre 1605. Jean Filesac a donc probablement cumulé deux cures, ce qui est rare parmi les curés parisiens de son époque.
Après l'assassinat d'Henri IV, Jean Filesac est un des deux prêtres qui entendent François Ravaillac en confession le 27 mai 1610 juste avant son exécution.

### En Sorbonne

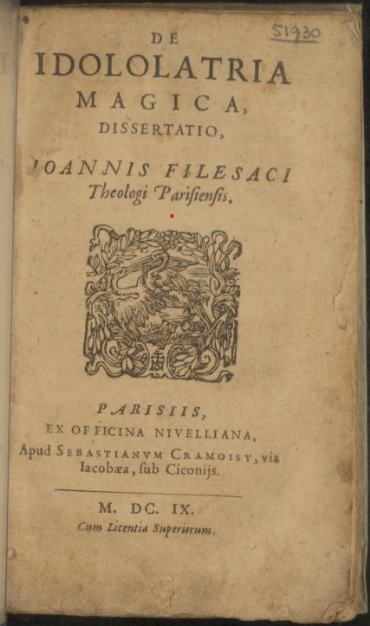
Page de titre de De idololatria magica, dissertatio Ioannis Filesaci theologi Parisiensis, 1609.

Jean Filesac étudie la théologie à la Sorbonne. Il est procureur de la nation de France le 22 avril 1583 et devient recteur de l'Université le 24 mars 1586. En tant que recteur, il règle le conflit entre les religieux des Mathurins et l'Université concernant la halle au parchemin. Les Mathurins réclament un dédommagement pour la halle au parchemin qui est installée dans leur couvent et menacent l'Université d'un procès. Jean Filesac met fin au litige en organisant la location par l'Université d'une salle du collège de Justice. À cause de sa fonction de recteur, il est destinataire d'une lettre de Giordano Bruno par laquelle ce dernier annonce des thèses sur la nature qu'il veut soutenir. Giordano Bruno lance un défi à l'Université et défend un point de vue aristotélicien. 
Jean Filesac est licencié en théologie au début de l'année 1588 et docteur le 9 avril 1588. Il occupe les fonctions de bibliothécaire puis de prieur du collège de Sorbonne en 1588-1589.
En 1620, Jean Filesac, en tant que syndic de la Sorbonne, officialise la réforme de l’enseignement et promulgue les nouveaux statuts de la Sorbonne. Ces statuts reprennent l'essentiel des thèses gallicanes précédemment défendues par Edmond Richer, qui remet en cause l'infaillibilité pontificale et qui ont valu à ce dernier de perdre sa charge en Sorbonne et de devoir se rétracter en 1612. À la demande de Richelieu, le père Joseph modifie les statuts publiés par Filesac. 

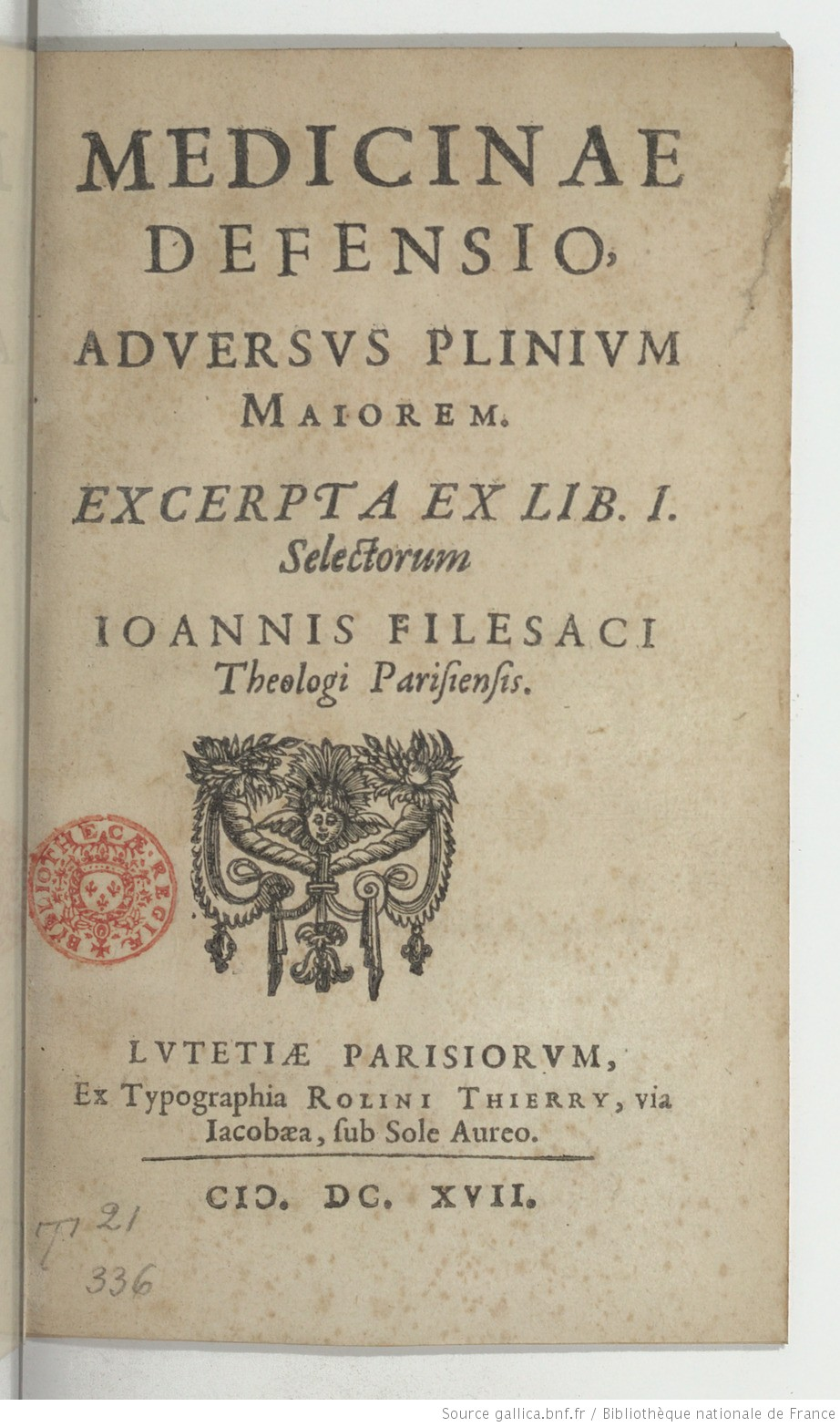
Page de titre de Medicinae defensio adversus Plinium majorem, de Jean Filesac. Paris, 1617.

Parce qu'il jouit d'une grande autorité, Jean Filesac, gallican et adversaire des jésuites, joue un rôle important dans la condamnation par la Sorbonne en 1626 des thèses d'Antonio Santarelli, jésuite italien, qui a publié en 1625 un livre affirmant les pouvoirs supérieurs du pape sur les rois. Jean Filesac est doyen de la faculté de théologie du 1er février 1628 à sa mort. Il prend une part active dans les censures par la Sorbonne de plusieurs ouvrages, dont les Curiosités inouïes de Jacques Gaffarel en 1629.

### Publications théologiques
À partir de 1585, Jean Filesac publie plusieurs ouvrages de théologie, dont des sermons. En 1605, dans son ouvrage sur De sacra episcoporum auctoritate, il décrit et défend l'étendue des pouvoirs des évêques. Dans sa thèse publiée en 1609, De idolatra magica..., il fait de nombreuses références à Tertullien et considère que l'idolâtrie magique est la sorcellerie de son temps. C'est un élément d'une religion païenne, donc, selon Filesac, une erreur. Dans un ouvrage publié quelques années après et intitulé De idolatra politica ..., il affirme que l'idolâtrie politique est l'adoration d'un roi au lieu de Dieu, ce qu'il considère comme blasphématoire. Il publie régulièrement des recueils de ses textes théologiques. 
Il publie également une édition qu'il a lui-même annotée de la Guerre des Gaules de Jules César ainsi qu'une compilation d’auteurs antiques en 1637. Il est probablement l'auteur d'un manuscrit consacré à un cas de lycanthropie du début du XVIIe siècle, l'histoire de Jean Grenier.
Jean Filesac meurt en 1638.

## Principaux ouvrages
- (la) Fragmentum ex C. J. Caesaris de bello Gallico ... annotationibus J. Filesaci illustratum, Paris, 1585[20].
- (la) De sacra episcoporum auctoritate seu ad Tit. de off. jud. ord. lib. I Decret Commentarius, Paris, 1605[12].
- (la) De idolatria magica, dissertatio Joannis Filesaci theologi parisiensis, Paris, ex officina nivelliana, apud Sebastianvm Cramoisy, 1609 (lire en ligne)[13],[7],[18].
- (la) De idololatra politica, et legitimo principis cultu commentarius, Paris, Maceus, 1615 (lire en ligne)[14],[21].
- (la) Statutorum S. Facultatis theologiae parisiensis origo prisca .., 1620[22],[23].
- (la) Senectus veneranda, 1637[17].